# Recht der Finanzinstrumente

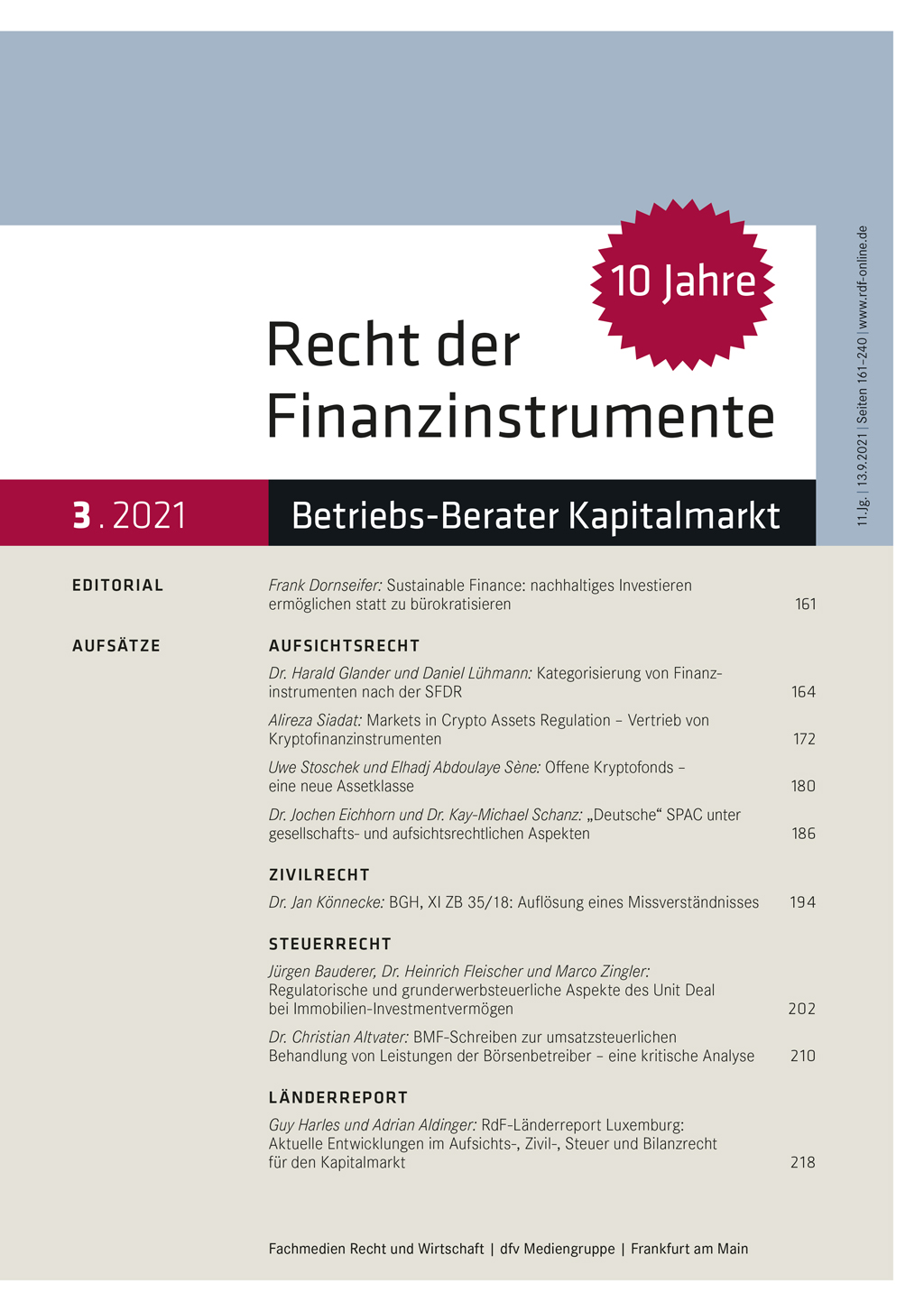
Cover der Zeitschrift RdF

Die Recht der Finanzinstrumente (Kürzel: RdF) ist eine juristische Fachzeitschrift.

## Zielgruppe und Inhalte
Die Zeitschrift „Recht der Finanzinstrumente“ beschäftigt sich als juristische Spezialzeitschrift mit Finanzinstrumenten aus den Perspektiven des Aufsichts-, Zivil-, Steuer und Bilanzrechts. Die Zeitschrift richtet sich an fachliche Entscheider und Berater in der Finanzbranche, die mit der Gestaltung im Bereich der Finanzinstrumente befasst sind.

## Beirat
Es existiert ein Beirat.

## Historisches
Die Zeitschrift wurde ursprünglich vom Verlag Recht und Wirtschaft in Frankfurt am Main verlegt, dieser gehörte zur Verlagsgruppe Deutscher Fachverlag. Seit der Verschmelzung des Verlages Recht und Wirtschaft mit dem Deutschen Fachverlag im Januar 2012 wird sie von diesem direkt herausgegeben bzw. organisatorisch vom neuen Bereich Fachmedien Recht und Wirtschaft. Die Erstausgabe erschien am 17. Januar 2011 in einer Auflage von 1350 Exemplaren und im Umfang von 76 Seiten.